# Félix Week
Félix Week, né le 6 janvier 1929 à Anderlecht (Bruxelles) en Belgique et mort le 2 juin 2000, est un footballeur belge qui joue au poste de gardien de but, essentiellement avec l'équipe du Sporting d'Anderlecht.
Il remporte six championnats de Belgique puis poursuit dans le milieu du football comme entraineur où il remporte le championnat avec le RWDM, l'unique titre du club molenbeekois, en 1975, dans le seul championnat de Belgique de division 1 qui a été disputé par 20 équipes. Il habitait la commune d'Anderlecht où il possédait un café.

## Palmarès comme joueur
- Champion de Belgique: 1950, 1951, 1954, 1955, 1956, 1959

## Palmarès comme entraîneur
- Champion de Belgique: 1975